# Новая Кучоая
Новая Кучоая (рум. Cucioaia Nouă, Кучоая Ноуэ) — село в Теленештском районе Молдавии. Наряду с сёлами Гиличены и Кучоая входит в состав коммуны Гиличены.

## География
Село расположено на высоте 89 метров над уровнем моря.

## Население
По данным переписи населения 2004 года, в селе Кучоая Ноуэ проживает 25 человек (14 мужчины, 11 женщина).
Этнический состав села:
| Национальность | Число жителей | Процентный состав |
| -------------- | ------------- | ----------------- |
| молдаване      | 25            | 100.0             |
| Всего          | 25            | 100%              |